# Дентон, Майкл
Майкл Джон Дентон (англ. Michael John Denton; род. 25 августа 1943) — британско-австралийский сторонник разумного замысла и старший научный сотрудник Центра науки и культуры Института Дискавери. Имеет степень доктора биохимии. Книга Дентона «Эволюция: теория в кризисе» вдохновила сторонников разумного замысла Филлипа Джонсона и Майкла Бихи.

## Биография
Дентон получил медицинскую степень в Бристольском университете в 1969 году и докторскую степень по биохимии в Королевском колледже Лондона в 1974 году. Он был старшим научным сотрудником кафедры биохимии Университета Отаго, Данидин, Новая Зеландия, с 1990 по 2005 год. Позже он стал научным исследователем в области генетических заболеваний глаз. Он говорил во всем мире о генетике, эволюции и антропных аргументах в пользу разумного замысла. Текущие интересы Дентона включают защиту «антидарвиновской эволюционной позиции» и гипотезы замысла, сформулированной в его книге «Судьба природы». Дентон назвал себя агностиком В настоящее время он является старшим научным сотрудником Центра науки и культуры Института Дискавери.

## Книги

### Эволюция: теория в кризисе
В 1985 году Дентон написал книгу «Эволюция: теория в кризисе», в которой систематически критиковал неодарвинизм, в области палеонтологии, ископаемых, гомологии, молекулярной биологии, генетики и биохимии, и утверждал, что доказательства замысла существуют в природе. Некоторые из рецензий на книги критиковали его аргументы. Он называет себя эволюционистом и отвергает библейский креационизм. Книга оказала влияние как на Филиппа Джонсона, отца разумного замысла, так и на Майкла Бихи, сторонника нечленимой сложности, и Джорджа Гилдера, соучредителя Института Дискавери, центра движения за разумный замысел. С момента написания книги Дентон изменил многие свои взгляды на эволюцию, однако он по-прежнему считает, что существование жизни — это вопрос замысла.

### Судьба природы
Дентон по-прежнему принимает замысел и придерживается недарвиновской эволюционной теории. Он отрицает, что случайность объясняет биологию организмов; он предложил эволюционную теорию, которая представляет собой «направленную эволюцию» в своей книге «Судьба природы» (1998). Жизнь, согласно Дентону, не существовала до тех пор, пока не были точно настроены начальные условия Вселенной (см. Тонкая настройка Вселенной). Дентон находился под влиянием Лоуренса Джозефа Хендерсона (1878—1942), Пола Дэвиса и Джона Бэрроу, которые выступали за антропный принцип в космосе (Denton 1998, v, Denton 2005). Его вторая книга «Судьба природы» (1998) является его биологическим вкладом в дебаты об антропных принципах, в которых доминируют физики. Он выступает за законоподобное эволюционное развитие жизни.

## Публикации
- Evolution: A Theory in Crisis. Adler & Adler, 1985. ISBN 0-917561-52-X
- Nature’s Destiny: How the Laws of Biology Reveal Purpose in the Universe, New York: Free Press, 1998. ISBN 0-7432-3762-5
- Evolution: Still a Theory in Crisis. Seattle, Washington: Discovery Institute, 2016. Paperback: ISBN 978-1936599325